# Сайед, Ахмед
Ахме́д Мостафа́ Моха́мед Сайе́д (араб. أحمد مصطفى محمد سيد‎; 10 января 1996), более известный как Зизо (англ. Zizo) — египетский футболист, полузащитник клуба «Аль-Ахли» (Каир) и национальной сборной Египта.

## Клубная карьера
Сайед — воспитанник каирского филиала академии JMG. В декабре 2012 года он перешёл в молодёжную команду клуба «Вади Дегла», а летом 2013 года заключил контракт с бельгийским клубом «Льерс». 29 марта 2014 года в матче против «Васланд-Беверен» он дебютировал в Жюпиле лиге. 4 октября в поединке против «Зюлте-Варегем» Зизо забил свой первый гол за «Льерс». Всего за бельгийский клуб Зизо сыграл 77 матчей, в которых забил 5 голов и отдал 10 голевых передач.
В начале 2017 года Сайед на правах аренды до конца сезона 2017/18 перешёл в португальский «Насьонал». 28 января в матче против «Ароки» он дебютировал в Сангриш лиге. 31 марта в поединке против «Витории Гимарайнш» Ахмед забил свой первый гол за «Насьонал».
Летом 2017 года Сайед перешёл в «Морейренсе». 10 сентября в матче против «Эшторил-Прая» он дебютировал за новый клуб. В этом же поединке Ахмед забил свой единственный гол за «Морейренсе». Стать важным для команды игроком Зизо не сумел, отличившись лишь двумя голами в 31 матче за «Морейренсе». В апреле 2018 года он не смог получить португальскую рабочую визу, из-за чего больше не играл в официальных матчах.
В январе 2019 года Зизо перешёл в египетский «Замалек», заключив с клубом контракт на три с половиной года.
В начале июня 2025 года Зизо, ставший свободным агентом, заключил контракт с каирским «Аль-Ахли» на четыре года с возможностью продления ещё на год. В составе нового клуба дебютировал на Клубном чемпионате мира 2025, где принял участие во всех трёх матчах своей команды.